# クリストファー・ビース
クリストファー・ジェームス・ビース（英: Christopher James Beath、1984年11月17日 - ）は、 オーストラリアの元サッカー審判員。

## 来歴
2002年以降、ユース年代の大会の審判で経験を積み、2005年からAリーグの主審を務める。2011年に国際審判員として登録され、2012年に日本とアイスランドの間で行われたキリンチャレンジカップなどの試合の審判員を務めた。
2015年、日本サッカー協会（JFA）とオーストラリアサッカー連盟 (FFA) の間で行われた審判員交流研修プログラムに参加してジャレッド・ジレットと共に来日（日本からは山本雄大・榎本一慶の2名をオーストラリアに派遣）。J1リーグ 1stステージ 第8節・川崎フロンターレ対柏レイソルおよび同第9節・鹿島アントラーズ対ヴァンフォーレ甲府の主審を担当した。
2017年4月4日、Aリーグで導入された初のビデオ・アシスタント・レフェリー（VAR）担当審判の1人に任命された 。
2018年1月、中国で開催されたAFC U-23選手権2018の審判の1人に選ばれた。
2018年12月5日に、アラブ首長国連邦で開催されたAFCアジアカップ2019の審判に選出された。

## 主な国際審判歴
| 2019 AFCアジアカップ（アラブ首長国連邦） | 2019 AFCアジアカップ（アラブ首長国連邦） | 2019 AFCアジアカップ（アラブ首長国連邦） | 2019 AFCアジアカップ（アラブ首長国連邦） |
| 日付                                     | 対戦カード                               | 会場                                     | ラウンド                                 |
| ---------------------------------------- | ---------------------------------------- | ---------------------------------------- | ---------------------------------------- |
| 2019年1月10日                            | バーレーン 0-1 タイ                      | ドバイ                                   | グループステージ                         |
| 2019年1月17日                            | レバノン 4–1 北朝鮮                      | シャルジャ                               | グループステージ                         |
| 2019年1月28日                            | イラン 0-3 日本                          | アルアイン                               | セミファイナル                           |